# Valtunk
Valtúnk (v prvih zapisih Waltunc, včasih pri slovenskih avtorjih imenovan tudi Valhun ali Valjhun), karantanski knez.
Na oblast je prišel leta 772 s posredovanjem Bavarcev. Slednji so zatrli velik protigermanski in protikrščanski upor po smrti kneza Hotimirja. Valtunk je v času svoje vladavine nadaljeval s progermansko in prokrščansko politiko.

## Izvor imena Valtunk in njegovo etnično poreklo
Ime Valtunk imajo nekateri za germansko, saj sorodna imena srečujemo pri Germanih. Tudi, če je ime res germansko, je bil Valtunk najverjetneje slovanskega rodu, saj si je težko predstavljati, da bi šibka bavarska oblast po komaj zatrtem uporu na prestol vsilila osovraženaga tujca. Poleg tega za njim na prestolu sledijo vladarji s slovanskim imenom, položaj Karantanije pa se v odnosu do Bavarcev in Frankov ni še nič spremenil. Mnogi v Valtunku vidijo slovansko ime. Tako bi v tem imenu lahko videli obliko imena Vladan, ki ga poznamo pri Srbih, ali pa ime Volkun, Valjhun, Vladuh. Na osnovi primerjave imena Valtunk in imena kneza Valuka in njune morebitne identičnosti ali sorodnosti pa lahko oboje filološko interpretiramo iz vladyka ali vladun v pomenu nekoga, ki vlada.

## Razmere ob nastopu Valtunkove vladavine
Nastop Valtunka je povezan s Tasilovim zatrtjem velikega protigermanskega in protikrščanskega upora Karantancev v letih 768/ 769 -772. Ta upor je izbruhnil zaradi odpora staroverskih svobodnjakov pred napredujočimi krščanskimi in germanskimi vplivi, lahko pa tudi zaradi spora za nasledstvo in zaradi pretekle krepitve knežje oblasti nasproti svobodnemu ljudstvu. V tem času so bili krščanski duhovniki za nekaj let pregnani iz Karantanije. Bavarski vojvoda Tassilo je sprva poskušal posredovati na miren način- leta 769 je v bližini izvirov reke Drave zgradil samostan v Innichenu, z namenom, da bi neverni rod Slovanov pripeljal na pot resnice. Ker pa pri tem ni imel posebnega uspeha, je upor nazadnje zatrl z vojaškim posredovanjem.

## Delovanje kneza Valtunka
Nimamo podatkov, iz katerih bi lahko ugotavljali ali je Valtunk izhajal iz Borutove dinastije ali ne. Tudi neposrednih okoliščin njegove umestitve ne poznamo, a je težko verjetno, da ga je Tassilo postavil za kneza neposredno in mimo Karantancev, ker je Karantanija po uporu še vedno ohranila notranjo avtonomijo. Pretekli verski boji so dokončno porazili predstavnike starovercev in odprli pot fevdalizaciji te mirnemu misijonarjenju. Knez Valtunk je gotovo vladal z germansko podporo in je bil velik pospeševalec razširjanja krščanstva, tako da so leto za letom v deželo prihajali novi misijonarji; rečemo lahko, da je nadaljeval Hotimirjevo politiko. Skozi velik del Valtunkove vladavine je pokristjanjevanje potekalo pod pokroviteljstvom salzburškega škofa Virgila, ki je umrl leta 784. Že pred nastopom Valtunkove vladavine je na Frankovskem zavladal Karel Veliki, ki je leta 788 odstavil bavarskega vojvodo Tassila in tako ponovno pridobil tudi nadoblast nad Karantanci. Ti dogodki iz osemdesetih let 8. stoletja so se lahko zgodili še v času vladavine Valtunka. O koncu njegove oblasti pa nimamo podatkov. Imamo le informacijo, da v času kneza Pribislava  Karantanijo pričnejo upravljati frankovski mejni grofje, in da se med leti 796 in 828 na tem položaju zvrstijo Goteram, Werinhar, Albrik, Got(a)frid in Gerold. Mejni grof Goteram je morda uradoval že od leta 796, zanesljivo pa šele od leta 799 in je položaj mejnega grofa izgubil že pred letom 805 Ker se njegovo uradovanje gotovo vsaj delno prekriva z vladavino Valtunkovega naslednika Pribislava, lahko vladavino slednjega postavimo približno v čas okrog leta 800, čeprav je bil Pribislav na oblasti lahko že kar nekaj časa pred nastopom prvega frankovskega mejnega grofa, morda celo že v času Tassilovega padca.

## Zunanji viri
- Herwig Wolfram (1991). Karantanija med vzhodom in zahodom: Obri, Bavarci in Langobardi v 8. In 9. stoletju. Iz: Zgodovinski časopis 41 (1991), 2, strani 177-187.
- Kos Milko (1902).Gradivo za zgodovino Slovencev v srednjem veku . Ljubljana, Lenova družba.
- -- (1934). Conversio Bagoariorum et Carantanorum Arhivirano 2005-05-28 na Wayback Machine.. Razprave znanstvenega društva v Ljubljani 11, Historični odsek 3.